# Peperomia silvarum
Peperomia silvarum är en pepparväxtart som beskrevs av C. Dc.. Peperomia silvarum ingår i släktet peperomior, och familjen pepparväxter. Inga underarter finns listade i Catalogue of Life.